# إقليم الساحل الغربي (ماليزيا)
إقليم الساحل الغربي (بالملايوية: Bahagian Pantai Barat)‏ هو أحد أقاليم ولاية صباح، ماليزيا.